# Entwicklungspolitisches Bildungs- und Informationszentrum
Das Entwicklungspolitisches Bildungs- und Informationszentrum e. V. (kurz: EPIZ Berlin) ist ein gemeinnütziger Verein für globales Lernen in Berlin.

## Geschichte und Ziele
Das EPIZ wurde 1986 gegründet als Arbeitsstelle der Deutschen Stiftung für Internationale Entwicklung (heute: GIZ) und ist seit 1992 ein eingetragener Verein. Die Vereinsziele sind die Förderung und Optimierung einer entwicklungsbezogenen Bildungs- und Informationsarbeit. Dazu macht das EPIZ Bildungsangebote zu Ländern des globalen Südens für Lehrer, Multiplikatoren und Schüler. Es finden Fortbildungs- und Vernetzungsveranstaltungen statt. Das EPIZ gibt Unterrichtsmaterialien heraus und hat eine Mediathek sowie ein E-Learning-Center eingerichtet. Die Mitarbeiter des EPIZ beraten zudem Schulen und vermitteln Referenten für schulische Projekte oder Lehrerfortbildungen sowie auch Schulpartnerschaften. Als Nichtregierungsorganisation arbeitet das EPIZ mit Institutionen und Behörden zusammen und wird gefördert durch Brot für die Welt, dem Land Berlin und dem Bundesministerium für wirtschaftliche Zusammenarbeit und Entwicklung.

## Berufe global
Um das globale Lernen in der beruflichen Bildung zu verankern macht das EPIZ seit Ende der 1990er Jahre Angebote für Berufsschulen. Dafür werden für die jeweiligen Ausbildungsberufe Materialien entwickelt, die einen nachhaltigen Ansatz verfolgen und für die Themen des globalen Lernens sensibilisieren. Im aktuellen Projekt Leinen los für Klimabildung werden in Zusammenarbeit mit der Berliner Senatsverwaltung für Bildung und der Humboldt-Universität beispielsweise Lern- und Fortbildungsangebote für drei Berliner Oberstufenzentren entwickelt, die Nachhaltigkeit im Sinne der Sustainable Development Goals und Unterrichtsmaterialien zu Klimaschutz und Klimaanpassung für die Ausbildungsberufe in den Fokus rücken.
2014 hat das EPIZ Berlin das bundesweite Vernetzungstreffen GloNet initiiert, um jährlich Akteure der beruflichen Bildung und des globalen Lernens in Austausch miteinander zu bringen. Das EPIZ ist auch Mitglied im Netzwerk Grüne Arbeitswelt.
Das Engagement für globales Lernen in der beruflichen Bildung erhielt mehrere Preise und Auszeichnungen:
- 2021: Nationale Auszeichnung des Bundesministeriums für Bildung und Forschung und der Deutschen UNESCO-Kommission für Bildung für nachhaltige Entwicklung für das Bildungsprojekt Korn-Scout, das gemeinsam mit der TU Berlin und weitere Akteuren die getreideverarbeitenden Berufe in den Mittelpunkt stellt[8][9]
- 2018: Nachhaltigkeitspreis für GastroINKLUSIV im Rahmen des Bildungskongresses WeltWeitWissen – Lernen für den Wandel. Das Projekt war 2019 durch die Europäische Kommission für den VET Excellence Award nominiert und erreichte den dritten Platz.[10]

## Faire Schule
Das Schulentwicklungsprogramm Faire Schule hat zum Ziel, das Leitbild der nachhaltigen Entwicklung in der Schule zu verankern, den fairen und respektvollen Umgang innerhalb einer Schulgemeinschaft zu fördern, um die Schüler zu befähigen, sich mit Fragen globaler Gerechtigkeit auseinanderzusetzen und sich für mehr globale Gerechtigkeit einzusetzen. Wesentlicher Faktor ist hierbei auch die Stärkung inklusiver Schulen, wobei sich die Vorstellung von Inklusion gegen jede Form von Ausgrenzung und für generelle Teilhabe einsetzt. In Zusammenarbeit mit dem Special Olympics World Games Berlin 2023 Organizing Committee vermittelte das EPIZ über die Faire Schule auch Schulpartnerschaften, um Barrieren abzubauen und Berliner Schüler in Kontakt mit dieser inklusiven Sportveranstaltung zu bringen.
Schulen können sich darum bewerben, als Faire Schule ausgezeichnet zu werden, wobei die Mitarbeiter des EPIZ Berlin dabei unterstützen, das Schulprofil im Bereich des globalen Lernens und der Auseinandersetzung mit den Nachhaltigkeitszielen der Vereinten Nationen zu schärfen. Hierbei geht es weniger um einzelne Projekte, sondern im Sinne des Whole School Approachs darum, den Unterricht und die gesamte Schulstruktur in diese Richtung weiterzuentwickeln.
Um als Faire Schule ausgezeichnet zu werden, müssen Schulen Engagement in folgenden Bereichen nachweisen:
- Fair zu allen Mitmenschen im schulischen Umfeld – demokratische Schulkultur
- Fair zu Menschen rund um den Globus Übernahme globaler Verantwortung – Globales Lernen
- Fair zu Umwelt und Klima – Übernahme ökologischer Verantwortung

Die Auszeichnung gilt jeweils für zwei Jahre und kann durch erneuten Nachweis des Engagements erneut erworben werden. Momentan ist die Auszeichnung für Schulen in den Bundesländern Berlin, Brandenburg und Hamburg möglich.

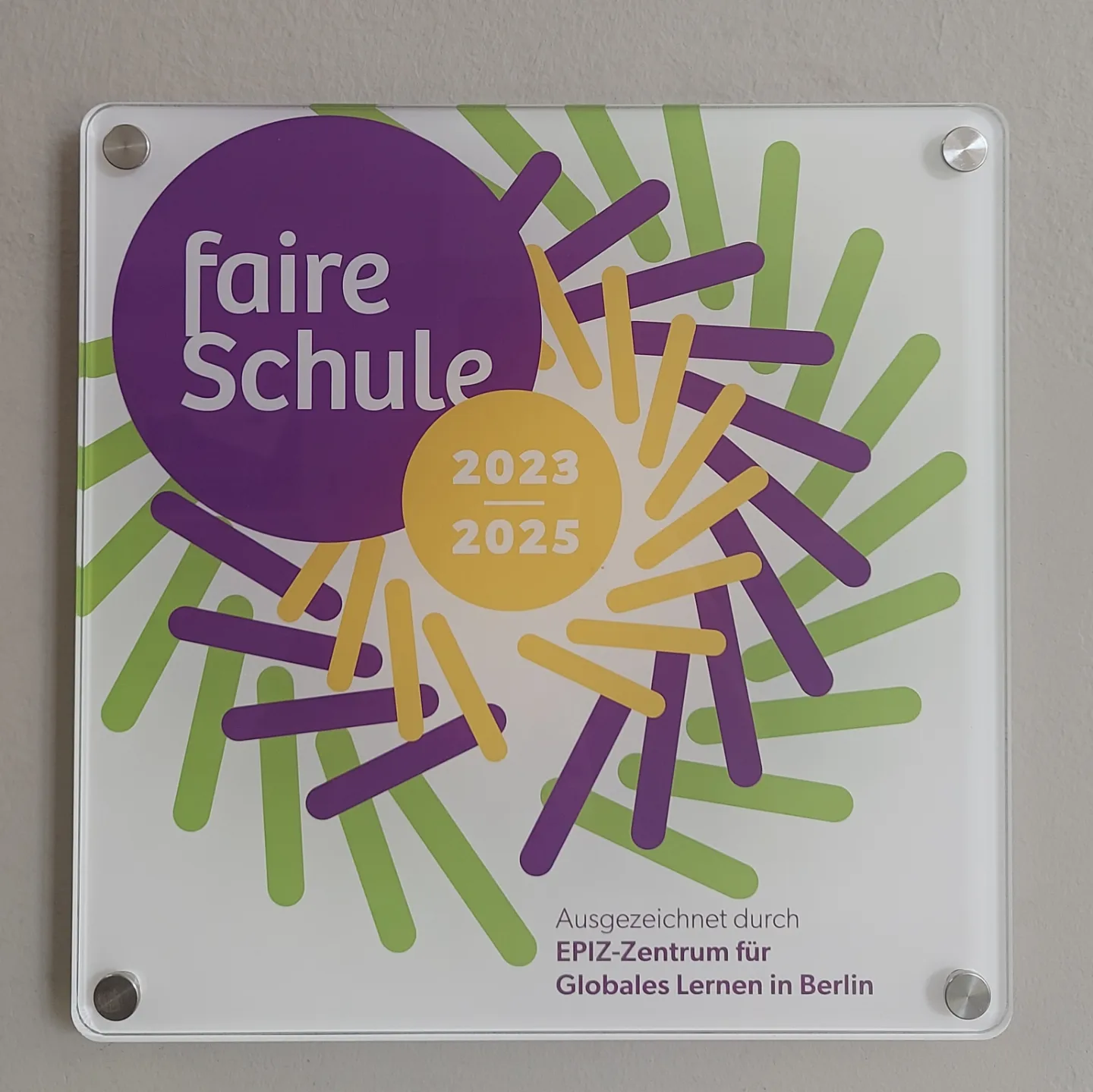
Plakette für die Jahre 2023–2025 als Faire Schule

Preisträger der Fairen Schule (Auswahl)
- Stadtteilschule Bahrenfeld Hamburg (ausgezeichnet 2017 und 2021)[13]
- Evangelisches Gymnasium am Dom zu Brandenburg (ausgezeichnet 2016 und 2018)[14]
- Rouanet-Gymnasium Beeskow (ausgezeichnet 2017 und 2020)[15]
- Carl-von-Linné-Schule Berlin-Lichtenberg (ausgezeichnet 2013, 2015, 2017, 2019 und 2023)[16]
- Evangelische Schule Köpenick (ausgezeichnet 2013, 2015, 2017, 2020 und 2023)[17][18]
- Melanchthon-Gymnasium Berlin-Hellersdorf (ausgezeichnet 2015, 2017, 2019 und 2022)[19]
- Peter-Lenné-Schule Berlin-Zehlendorf (ausgezeichnet 2018, 2020 und 2023)[20]
- Johann-Gottfried-Herder-Gymnasium Berlin-Lichtenberg (ausgezeichnet 2019)[21]
- Gottfried-Keller-Gymnasium Berlin-Charlottenburg (ausgezeichnet 2023)[22]
- Heinz-Brandt-Schule Berlin-Weißensee (ausgezeichnet 2023 und 2025)[23]